# NGC 7472
NGC 7472 (również NGC 7482 lub PGC 70446) – galaktyka eliptyczna (E), znajdująca się w gwiazdozbiorze Ryb.
Odkrył ją Albert Marth 11 sierpnia 1864 roku. 7 grudnia 1865 roku obserwował ją Otto Wilhelm von Struve, jednak podał niedokładną pozycję (błąd rektascensji wielkości dwóch minut) i w rezultacie uznał, że odkrył nowy obiekt. John Dreyer w swoim New General Catalogue skatalogował obserwację Martha jako NGC 7482, a Struvego jako NGC 7472.